# Coccomyces parasiticus
Coccomyces parasiticus är en svampart som beskrevs av P.R. Johnst. 1993. Coccomyces parasiticus ingår i släktet Coccomyces och familjen Rhytismataceae.   Inga underarter finns listade i Catalogue of Life.